# Leptostylus palliatus
Leptostylus palliatus là một loài bọ cánh cứng trong họ Cerambycidae.